# František Meixner
František Meixner (7. listopadu 1910 - ???) byl český a československý politik Komunistické strany Československa a poúnorový poslanec Národního shromáždění ČSR.

## Biografie
Po volbách roku 1954 byl zvolen do Národního shromáždění za KSČ ve volebním obvodu Slaný. Mandát nabyl až dodatečně v červenci 1957 jako náhradník poté, co zemřel poslanec Josef Pokorný. V Národním shromáždění zasedal do konce jeho funkčního období, tedy do voleb v roce 1960.
Profesí je roku 1960 uváděn jako dělník. V letech 1951-1953 byl prvním tajemníkem výboru KSČ v Novém Strašecí. V roce 1953 pracoval v Švermových závodech a v roce 1957 byl předsedou celozávodního výboru KSČ v tomto podniku.